# アウスグライヒ

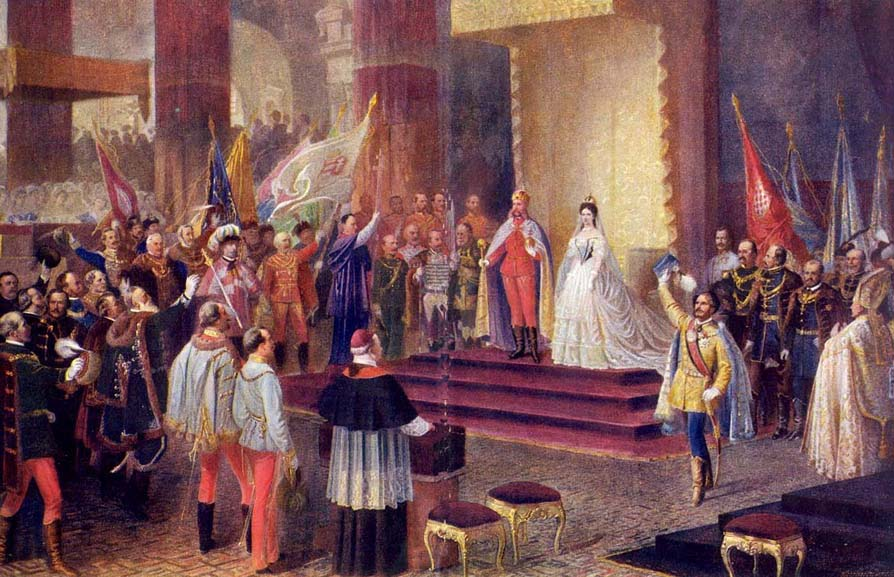
ハンガリー王に即位するフランツ・ヨーゼフ1世とエリーザベト妃

アウスグライヒ (ドイツ語: Österreichisch-Ungarischer Ausgleich、ハンガリー語: Kiegyezés) は、1867年にハプスブルク君主国を構成するオーストリア帝国とハンガリー王国間で結ばれた協定、ないし一連の政策。ハンガリー語では「キエジェゼーシュ」と言い、ともに日本語で「妥協」「和協」などと訳される。ただし歴史学では、あえて訳さずに「アウスグライヒ」と音訳で記述することも多い。これ以降、国家の正式名称はオーストリア＝ハンガリー君主国（二重君主国、二重帝国とも称される）となり、この体制は第一次世界大戦の敗北に伴う国家消滅（1918年）まで継続する。

## 概要
オーストリア側（オーストリア帝冠領、ツィスライタニエン）とハンガリー王国（ハンガリー王冠領、トランスライタニエン）は、それぞれ自立した政府、議会、憲法を有することとなり、皇帝とハンガリー国王をハプスブルク家の当主が兼ねることによって、全体として一つの国家を維持した。このような体制は、「ハンガリー王国にたいして内政上の支配権を与えながら、少なくとも理論的にはハプスブルク帝国の不可分の一部であることを承認させるものであった」が、それは双方を「単なる同君連合の形でつないだものではなかった」。「共通業務」として、外交、軍事、それにかかわる財政、この三点は「二重君主国全体で一元的かつ共通に処理しなければならないと定められ」、依然として皇帝が直轄したからである。なお、いわゆるオーストリア側の公式名称は「帝国議会に代表を送る諸王国と諸領邦」であり、固有の名を有しなかった。

## 歴史
中世においてオーストリアは、ハプスブルク家が世襲的に支配していた神聖ローマ帝国内の一領邦に過ぎず、ハンガリー王国はそもそも神聖ローマ帝国の圏外だった。転機は1526年、モハーチの戦いでオスマン帝国軍がハンガリー王国軍に大勝したことで、これによりハンガリー領はハプスブルク家とオスマン帝国によって分割され、ハンガリー王位もハプスブルク家の下へ継承された。以後1806年に至るまでオーストリアとハンガリー王国は同君連合の関係にあったものの、ハンガリーでは独自の政府・議会・法律が維持され、両国は共通の君主を戴くことで緩やかに統合されているに過ぎなかった。
1803年の帝国代表者会議主要決議によって神聖ローマ帝国が実質的に崩壊すると、新たにオーストリア帝国が成立したものの、ハンガリーの置かれた状況は変化しなかった。1840年代にヨーロッパを席巻した自由主義の影響を受けたハンガリー革命はロシア帝国の支援を受けたオーストリアによって鎮圧され、ハンガリーはそれまで保持していた独自の財政権を剥奪されたものの、それ以上の措置は取られなかった。
1867年、時のオーストリア帝国は、イタリア統一戦争・普墺戦争等の戦争に敗北し、外交においてはロシア帝国との関係を悪化させ、その世界的地位を低下させてきた。そのような中、多民族国家であるオーストリア帝国内の諸民族は活発に自治・権利を獲得するための運動をしていた。連邦的改変を求める声が諸民族から上がったが、権利を失いたくない支配者階級のドイツ人の抵抗と国色の変化を恐れた皇帝フランツ・ヨーゼフ1世の反対もあり、マジャール人（ハンガリー人）と協力して帝国内の諸民族を抑えることとした。このドイツ人とハンガリー人との「妥協」をもってアウスグライヒ体制と称する。